# Klinika Burzyńskiego
Ten artykuł opisuje teorie, metody lub czynności niezgodne ze współczesną wiedzą medyczną.
Klinika Burzyńskiego (oryg. The Burzynski Clinic) – klinika założona w 1976 roku w Teksasie, w Stanach Zjednoczonych, przez Stanisława Burzyńskiego. Oferuje ona rzekome, niepotwierdzone naukowo terapie chorób nowotworowych. Klinika jest najbardziej znana z kontrowersyjnej „terapii antyneoplastonowej”, wykorzystującej związki zwane antyneoplastonami, odkrytymi przez Burzyńskiego w latach 70. XX wieku.
Klinika stała się obiektem poważnej krytyki m.in. ze względu na sposób, w jaki jest promowana niepotwierdzona i niezbadana terapia antyneoplastonowa; ze względu na koszty, jakie ponoszą cierpiący na choroby nowotworowe pacjenci w zamian za udział w badaniach klinicznych nad antyneoplastonami (udział w badaniach klinicznych nie może być płatny); ze względu na istotne nieprawidłowości w sposobie przeprowadzania badań oraz ze względu na prawne konsekwencje sprzedaży niezatwierdzonej terapii.
Środowisko naukowe obecnie zgadza się z faktem, że nie ma żadnych dowodów na skuteczność terapii antyneoplastonowej. Badania kliniczne rozpoczęte w 1993 roku, sponsorowane przez National Cancer Institute zostały przerwane z powodu niemożliwości zrekrutowania pacjentów; ponadto badania Kliniki Mayo wykazały brak skuteczności terapii antyneoplastonowej.
Od 1998 roku Stanisław Burzyński posiadał pozwolenie na przepisywanie swojego produktu wyłącznie osobom biorącym udział w zarejestrowanych badaniach klinicznych. On sam zarejestrował ponad 60 takich badań, ale zakończył tylko jedno, którego wyników nie opublikował. Centrum Sloan-Kettering (The Memorial Sloan-Kettering Cancer Center) wydało oświadczenie: „Podsumowując, nie ma jednoznacznych dowodów na poparcie skuteczności terapii antynowotworowej z wykorzystaniem antyneoplastonów u ludzi”. Były prawnik Burzyńskiego opisał jego badania jako „dowcip” i „matactwo”. Badania kliniczne zostały wstrzymane (brak zezwolenia na przyjmowanie i leczenie nowych pacjentów) po inspekcji amerykańskiej Agencji Żywności i Leków, która wykazała (trzy razy z rzędu) istotne nadużycia i nieprawidłowości jego komisji bioetycznej (Institutional Review Board) oraz, według dokumentów opublikowanych w listopadzie 2013 roku, poważne nieprawidłowości w prowadzeniu kliniki i działań Burzyńskiego jako prowadzącego badania.
Od 2011 roku klinika oferuje „spersonalizowaną terapię genową nowotworów”, a sam Burzyński twierdzi, że jest twórcą tej metody. Jednak sposób używania chemioterapii w jego klinice został scharakteryzowany przez Izbę Lekarską w Teksasie (Texas Medical Board) jako „przypadkowy”, a użycie leków chemioterapeutycznych w niezalecanych połączeniach wykazało „brak potwierdzonej skuteczności i znane skutki uboczne”. Te odkrycia doprowadziły do formalnego oskarżenia Burzyńskiego przed Izbę Lekarską w Teksasie. Burzyński uniknął skazania, ponieważ jego prawnicy wykazali, że Burzyński nie wypisywał swoich recept osobiście.
W czerwcu 2012 roku badania nad neoplastonami ponownie zawieszono w związku ze śmiercią dziecka leczonego w klinice Burzyńskiego. W styczniu i lutym 2013 roku Agencja Żywności i Leków (FDA) ponownie skontrolowała Burzyńskiego i jego IRB w Houston. W grudniu 2013 roku FDA wystosowała do Burzyńskiego list z ostrzeżeniem, w którym wyraziła swoje „obawy związane z bezpieczeństwem pacjentów, nieprawidłowościami w zbieraniu danych, oraz obawy związane z niezapewnieniem odpowiedniego bezpieczeństwa pacjentów kliniki [...]”.

## Terapia antyneoplastonowa
Nazwę dla swojej terapii stworzył sam Burzyński. Określa on tym mianem grupę peptydów, produktów białkowych oraz ich mikstury, których używa jako alternatywnej dla medycyny pseudoterapii w chorobach nowotworowych. Nazwa tej „terapii” pochodzi od angielskiego słowa neoplasm oznaczającego nowotwór.
Terapia antyneoplastonowa została udostępniona w USA w 1984 roku, ale nigdy nie została zatwierdzona do użycia z powodu braku jakichkolwiek klinicznych dowodów na jej skuteczność. Poszczególne składniki mieszanek Burzyńskiego nie są lekami. Burzyński wykorzystuje furtkę prawną i stosuje je u pacjentów z nowotworami pod pozorem prowadzenia badań klinicznych oferowanych wyłącznie w Klinice Burzyńskiego oraz w Burzynski Research Institute. Pomimo wieszczeń Burzyńskiego i jego współpracowników o sukcesach w leczeniu, nie istnieje żaden kliniczny dowód potwierdzający skuteczność tej formy terapii. Onkolodzy wspólnie opisują badania Burzyńskiego jako wadliwe, lub wprost jako „naukowy nonsens”. Podkreślić należy, że niezależni naukowcy nigdy nie byli w stanie odtworzyć ani powtórzyć wyników publikowanych w pracach Burzyńskiego.
Brak jest przekonujących dowodów z jakichkolwiek randomizowanych badań klinicznych na to, że antyneoplastony mają jakąkolwiek skuteczność w leczeniu chorób nowotworowych. W Stanach Zjednoczonych Agencja Żywności i Leków nie zatwierdziła antyneoplastonów do leczenia jakichkolwiek schorzeń. Amerykańskie Towarzystwo Nowotworowe (American Cancer Society) nie znalazło żadnego dowodu na jakiekolwiek pozytywne efekty wykorzystania antyneoplastonów w leczeniu chorób nowotworowych oraz wręcz zaleciło w swoim ostrzeżeniu, aby pacjenci nie wydawali pieniędzy na tę formę terapii. Podobne ostrzeżenie w Polsce wydał Klub Sceptyków Polskich. Przegląd medyczny w 2004 roku opisał terapię Burzyńskiego jako „obaloną terapię”.
Burzyński twierdzi, iż zaczął badania nad zastosowaniem antyneoplastonów po wykryciu, jak sam uważa, istotnych różnic w białkach krwi u osób z nowotworami i w grupie kontrolnej. Burzyński pierwszy zidentyfikował antyneoplastony w krwi ludzkiej. Ponieważ podobne białka zostały wyizolowane w moczu, pierwsze partie „leków” Burzyńskiego były produkowane z moczu zbieranego w parku w Teksasie (Texas Park). Od 1980 roku Burzyński produkuje swoje produkty przy pomocy syntezy chemicznej.
Pierwszym aktywnym białkiem opisanym przez Burzyńskiego jako antyneoplaston A-10 jest 3-fenyloacetyloamino-2, 6-piperydynodion. Z A-10 wyprodukowano antyneoplaston AS2-1, który w rzeczywistości jest mieszanką (w proporcji 4:1) kwasu fenylooctowego oraz fenyloacetyloglutaminy (powszechnego metabolitu zawartego w moczu ludzkim). Strona internetowa Burzyńskiego wspomina, że aktywnym składnikiem antyneoplastonu A10-I jest także fenyloacetyloglutamina.
W listopadzie 2013 roku FDA opublikowała wyniki inspekcji Stanisława Burzyńskiego jako głównego badacza, która odbyła się między styczniem i marcem 2013 roku. Pośród wyników wymieniono „nieprzestrzeganie wymaganych protokołem badania procedur związanych w pierwotnym celem badania […] dla 67% objętych badaniem pacjentów w czasie inspekcji”, przyjmowanie do udziału w badaniach pacjentów, którzy nie spełniali wymaganych kryteriów, kontynuowanie „terapii” u osób, u których wystąpiły ostre objawy toksyczne na antyneoplastony, czy niezastosowanie się do wymogu zgłaszania wszystkich efektów i działań niepożądanych terapii antyneoplastonowej. Ponadto FDA zwróciła uwagę Burzyńskiemu, że „Nie zabezpieczył praw, nie zapewnił bezpieczeństwa i nie zadbał o dobro osób pod swoją opieką. Czterdziestu ośmiu (48) pacjentów poddano dodatkowo łącznie 102 niepotrzebnym procedurom tylko w okresie pomiędzy 1 stycznia 2005 and 22 lutego 2013 roku […] Nie istnieje żadna dokumentacja, która wskazywałaby na podjęte jakiekolwiek działania korygujące błędy w sztuce w tym czasie”. FDA ponadto zaobserwowała, że Burzyński nie posiadał świadomej zgody pacjentów na prowadzone na nich eksperymenty, nie informował o dodatkowych kosztach, które mogą pojawić się w trakcie terapii, a nawet nie mógł doliczyć się dawek podanych leków. Na koniec FDA stwierdziła: „Twoje rzekome pomiary rozmiaru guzów nowotworowych zapisane w dokumentacji pacjentów przed rozpoczęciem terapii i w czasie jej trwania, dla wszystkich pacjentów, zostały zniszczone i nie są dostępne dla powtórnej oceny”. Oznacza to po prostu, że Burzyński pozbył się dowodów i dokumentów oceniających postęp chorób nowotworowych u swoich pacjentów.

## Publikacje
Burzyński opublikował kilka badań klinicznych, gdzie przekonuje do skuteczności terapii antyneoplastonowej, jednak recenzenci tych prac krytykowali je za „niejasny projekt”, „a Narodowy Instytut Badań nad Rakiem informuje, że żadne randomizowane badanie kontrolne wykazujące skuteczność terapii antyneoplastonowej nigdy nie zostało opublikowane w recenzowanym czasopiśmie naukowym”. Niezależnym ekspertom nigdy nie udało się odtworzyć wyników badań Burzyńskiego. Dowody na skuteczność terapii antyneoplastonowej w leczeniu chorób nowotworowych, po ponad 35 latach, ciągle nie istnieją.

## Badania II fazy
Badanie II fazy u pacjentów z astrocytomą anaplastyczną lub z glejakiem wielopostaciowym zostały przeprowadzone pod nadzorem Narodowego Instytutu Badań nad Rakiem (National Cancer Institute). Ze względu na bardzo wąskie kryteria dopuszczenia do badania narzucone przez Burzyńskiego, przez ponad 2 lata do badania pozyskano tylko 9 osób, sześcioro spośród nich zostało ocenionych pod kątem reakcji na terapię. U wszystkich 6 pacjentów zaobserwowano postęp choroby nowotworowej między 16 a 66 dniem. Pięć z sześciu pacjentów doświadczyło poza postępem choroby skutków ubocznych terapii antyneoplastonowej. Wszystkich 9 pacjentów zmarło, 8 z nich bezpośrednio z powodu postępu choroby nowotworowej. Autorzy podsumowali badanie: „Skuteczność leczenia antyneoplastonami A10 i AS2-1 pozostaje nieznana. Nie udało nam się wykazać jej skuteczności u żadnego z 6 poddanych terapii pacjentów.”.
Od kiedy Burzyński został zmuszony do podawania swoich leków wyłącznie podczas zarejestrowanych badań naukowych, zdołał on zarejestrować ponad 60 badań fazy II na oficjalnej stronie clinicaltrials.gov. Wyniki tylko jednego z tych badań, NCT00003459, opublikowano w czasopiśmie naukowym indeksowanym w Journal Citation Reports, Child's Nervous System i zostały przyjęte krytycznie przez środowisko naukowe. 

## Badania III fazy
W grudniu 2010 roku zostało zarejestrowane badanie III fazy, ale zostało ono wycofane przed zrekrutowaniem pacjentów. Kolejne 2 badania III fazy zostały zarejestrowane w 2016 r., z planowanymi datami rozpoczęcia w latach 2022 i 2024.

## Skuteczność
Konsensus społeczności profesjonalistów, reprezentowany m.in. przez Amerykańskie Towarzystwo do Walki z Rakiem (American Cancer Society), Cancer Research UK czy Klub Sceptyków Polskich (KSP) jednoznacznie deklarują, że terapia antyneoplastonowa nie posiada wykazanej skuteczności. Klinika Burzyńskiego jest wyjątkowo kosztowna, a całkowita szansa na wyleczenie jest znikoma. Brak jest wiarygodnych mechanizmów, jakość badań po 35 latach jest wyjątkowo niska. Pomimo iż Burzyński sam reklamuje swoją terapię jako nietoksyczną alternatywę dla chemioterapii, to według Davida Gorskiego, „terapia” antyneoplastonowa jest formą chemioterapii o silnych i dobrze poznanych skutkach ubocznych.
Kliniczna skuteczność antyneoplastonów w różnych chorobach była przedmiotem badań Burzyńskiego i jego współpracowników, ale nigdy nie wykazano żadnych dowodów na jej skuteczność. Nie istnieją żadne przekonujące randomizowane badania kontrole w dostępnej literaturze naukowej na to, iż taka forma leczenia jest skuteczna. Agencja Żywności i Leków nie dopuściła antyneoplastonów do leczenia jakiejkolwiek choroby. Amerykańskie Towarzystwo do walki z Rakiem oświadczyło, że od 1983 roku nie istnieje żaden dowód na jakiekolwiek korzyści ze stosowania antyneoplastonów oraz zaleca pacjentom, aby nie kupowali tych produktów, ze względu na ciężkie konsekwencje zdrowotne ich stosowania. Raport medyczny z 2004 roku podsumował antyneoplastony jako „zdyskwalifikowaną terapię.”
W 1998 roku trzech uznanych onkologów zostało wskazanych przez waszyngtoński The Cancer Letter do przeprowadzenia niezależnych przeglądów i zrecenzowania programów badawczych prowadzonych przez Burzyńskiego nad antyneoplastonami. Stwierdzili oni, że badania zostały niestarannie zaplanowane, są niemożliwe do zinterpretowania oraz „są tak metodologicznie niepoprawne, że na ich podstawie nie da się stwierdzić, czy coś naprawdę działa”. Jeden z ekspertów krótko podsumował badania Burzyńskiego jako „naukowy nonsens”. Poza krytyczną oceną metod Burzyńskiego badacze odkryli istotne, potencjalnie niebezpieczne dla życia, dowody na silną toksyczność antyneoplastonów u części pacjentów.
Niezależnym naukowcom nigdy nie udało się odtworzyć ani powtórzyć wyników opisanych przez Burzyńskiego w jego własnych badaniach. Narodowy Instytut Badań nad Rakiem (National Cancer Institute) zwrócił uwagę, że naukowcom z całego świata nigdy nie udało się odtworzyć wyników uzyskanych przez Burzyńskiego lub jego bliskich współpracowników. Cancer Research UK podsumował, że „obecne dostępne dowody naukowe nie pozwalają na uznanie terapii antyneoplastonowej jako skutecznego sposobu na leczenie lub zapobieganie chorobom nowotworowym”. Jeszcze dalej poszedł Klub Sceptyków Polskich, który na swoich stronach internetowych zamieścił ostrzeżenia dla pacjentów, planujących lub rozważających poddanie się terapii antyneoplastonowej, a program „badań klinicznych Burzyńskiego” ocenił jako „wykorzystywanie luki w amerykańskich przepisach do sprzedaży swojej pseudoterapii, której skuteczności od ponad 3 dekad nie potwierdziło żadne rzetelne badanie naukowe”. Działania marketingowe, które reklamują terapię jako „spersonalizowaną terapię genową” są także co najmniej kontrowersyjne, ponieważ stosowanie antyneoplastonów nie jest w żaden sposób powiązane z faktyczną terapią genową.

## Badania kliniczne
Przed 1997 rokiem, pacjenci „leczeni” antyneoplastonami byli przyjmowani do kliniki i poddawani kontrowersyjnej terapii bez jakiejkolwiek zewnętrznej kontroli. Po ugodzie z FDA, która nakazała Burzyńskiemu ograniczenie podawania antyneoplastonów wyłącznie pacjentom zakwalifikowanym do programów badawczych, Burzyński zaprojektował duże badanie kliniczne, które automatycznie włączyło wszystkich jego obecnych pacjentów do jednego badania, które jego własny prawnik, Richard Jaffe opisał tak:

Zdecydowaliśmy się uderzyć w FDA wszystkim naraz. Wszyscy jego obecni pacjenci zostaliby włączeni do pojedynczego badania klinicznego, które Burzyński nazwał „CAN-1”. Z punktu widzenia programu badawczego – to była farsa. Badania powinny być starannie zaplanowane i przygotowane pod kątem oceny bezpieczeństwa lub skuteczności jakiegoś leku w leczeniu konkretnej choroby. Prawie wszystkie badania zawsze skupiają się na jednej chorobie.
Protokół badawczy CAN-1 dotyczył około 200 pacjentów chorych na co najmniej kilkanaście różnych chorób nowotworowych. Ponieważ już wcześniej każdy z tych pacjentów był poddany terapii, nie było żadnych szans aby otrzymać jakiekolwiek rzetelne dane z tego tak zwanego badania klinicznego. To był jeden wielki dowcip, farsa. Zrobiliśmy to badanie tylko po to, żeby legalnie, według zaleceń FDA, poddawać pacjentów Burzyńskiego terapii antyneoplastonowej. FDA chciała, żeby robić to tylko w ramach programów badawczych, więc zrobiliśmy dokładnie to co chcieli.

Jaffe w dalszych częściach swojej wypowiedzi potwierdza, że w celu „zapewnienia, że Burzyński nadal może przyjmować nowych pacjentów”,

[…] Burzyński osobiście stworzył 72 odrębne protokoły, dla każdego rodzaju nowotworu, który kiedykolwiek był leczony w klinice oraz dla każdego rodzaju nowotworu, który Burzyński chciałby w przyszłości leczyć. […] Dowiedzieliśmy się, że FDA musiało zatrudnić zespół 50 ekspertów tylko po to, żeby przejrzeć i zrecenzować wszystkie protokoły, które Burzyński im wysłał.

Z tych badań, tylko jedno zostało zakończone, ale nigdy i nigdzie nie opublikowano jego wyników.

## Problemy natury prawnej

### Ostrzeżenia Agencji Żywności i Leków
Używanie i reklamowanie przez Burzyńskiego terapii antyneoplastonowej, jako niepotwierdzonej w przypadku chorób nowotworowych, zostało uznane przez amerykańską Agencję Żywności i Leków (FDA) oraz przez prokuratora generalnego stanu Teksas jako bezprawne, i jako rezultat dochodzenia nałożono ograniczenia na sprzedaż i reklamę tego rodzaju terapii.
W 2009 roku FDA wystosowało list ostrzegawczy do Instytutu Badawczego Burzyńskiego (Burzynski Research Institute) z komunikatem, że śledztwo wykazało, iż Komisja Rewizyjna Instytutu Burzyńskiego (Burzynski Institutional Review Board, IRB) „nie przestrzegała wymaganych statutowych wymagań ani regulacji FDA w zakresie ochrony życia i zdrowia pacjentów poddawanych badaniom naukowym”. Zidentyfikowano także wiele konkretnych nadużyć, między innymi dotyczących zatwierdzenia przez IRB badania klinicznego bez odpowiedniego zapewnienia bezpieczeństwa pacjentom, niezastosowaniu się do wymogu przygotowania pisemnych procedur, nieprawidłowości w przechowywaniu dokumentacji pacjentów, braku nadzoru nad prowadzonymi badaniem i wiele innych nadużyć. Instytut otrzymał 15 dni na podjęcie stosownych działań w celu uniknięcia podobnych nadużyć w przyszłości.
Drugie ostrzeżenie zostało wydane w październiku 2012 roku ze względu na twierdzenia Burzyńskiego, że jego eksperymentalna terapia jest „bezpieczna i skuteczna”:

Promocja substancji będących przedmiotem badań naukowych jest zabroniona przez FDA na podstawie paragrafu 21 CFR 213.7(a), który stanowi, że „Sponsor lub podmiot prowadzący badania kliniczne, oraz każda osoba występująca w imieniu sponsora lub kierownika projektu, nie może rozpowszechniać informacji w kontekście promocyjnym, że substancja będąca przedmiotem badań jest bezpieczna lub skuteczna w leczeniu schorzeń, pod kątem których prowadzone są badania naukowe, ani nie może w żaden inny sposób reklamować tej substancji. Ten przepis nie ma na celu ograniczenia wymiany informacji naukowych dotyczących badanych leków, ani dotyczących rozpowszechniania wyników badań naukowych. Jego celem jest ograniczenie promocji i reklamy bezpieczeństwa lub skuteczności leku, przez zakończeniem badań oraz w celu zapobiegania komercjalizacji leku, zanim zostanie od dopuszczony do użytku.”
Strony internetowe, zawierające opublikowane materiały promocyjne z prasy oraz materiały wideo, zawierały treści reklamujące antyneoplastony jako bezpieczne i/lub skuteczne w leczeniu schorzeń dla których prowadzone były badania naukowe. […] Ponieważ antyneoplastony są obecnie na etapie badań, nie istnieją dla nich opracowane wskazania terapeutyczne, ostrzeżenia, przeciwwskazania, środki ostrożności, reakcje niepożądane, a dawkowanie i sposób podania tych substancji nie został opracowany i nie jest obecnie znany. Promocja antyneoplastonów jako bezpiecznej i skutecznej terapii jest naruszeniem paragrafu 21 CFR 312.7(a).

### Ostrzeżenie FDA, oryginalny list
List zawierał wezwanie do zaprzestania niezgodnej z prawem kampanii reklamowej, oraz rozpowszechniania zapewnień i wywiadów promocyjnych Burzyńskiego.
W listopadzie 2013 roku ujawniono dokumenty FDA z inspekcji, która miała miejsce między styczniem a majem 2013 roku:

Nie spełnił Pan wymaganych protokołem wymagań związanych z głównym celem badania, odpowiedzi organizmu na zastosowaną terapię dla badań [usunięte] dla 18 z 27 (67%) pacjentów poddanych ocenie podczas inspekcji.
Nie spełnił Pan wymagań związanych z kryteriami włączenia oraz wyłączenia z udziału w badaniu klinicznym opisanych w protokole badania…
Protokół [usunięte] Sekcja 7.4.2.1 wymagał spełnienia warunków przed włączeniem pacjenta do badania, dotyczących lekarza w miejscu zamieszkania pacjenta do zapewnienia ciągłości opieki medycznej oraz do zbierania i raportowania danych wymaganych protokołem badania.
Nie spełnił Pan wymagań dotyczących badania (usunięte) związanych z przerwaniem eksperymentalnej terapii.
Działania niepożądane eksperymentalnej terapii podawane przez pacjentów nie były zawsze zapisywane w dokumentacji badania ani przekazywane do wiadomości sponsora badania, zgodnie z wymogami protokołu.
Nie spełnił Pan wymagań dotyczących zabezpieczenia praw cywilnych, bezpieczeństwa ani dobrostanu osób pod Pana opieką. Czterdziestu ośmiu (48) pacjentów otrzymało łącznie 102 przedawkowania eksperymentalnej substancji między 1 stycznia 2005 roku a 22 lutego 2013 roku.
Nie spełnił Pan wymagań dotyczących utrzymania prawidłowej dokumentacji i leczenia (historii choroby) w zakresie obserwacji oraz danych kluczowych dla podmiotu badania. Wykonane przez Pana pomiary rozmiaru guzów nowotworowych w MRI zapisane przed leczeniem oraz w powtórne pomiary podczas leczenia zostały zniszczone i nie ma do nich żadnego wglądu. Nie zdołał pan w dopuszczalny i prawidłowy sposób zachować danych źródłowych oraz danych o objawach niepożądanych terapii, których doświadczyli pacjenci poddani eksperymentom.
Nie zdołano złożyć reportu do IRB na temat niespodziewanych problemów związanych z ryzykiem dla ludzi poddanych badaniu oraz innych osób.
Formularze zgody na udział w badaniu nie zawierały informacji o dodatkowych kosztach, które musiały ponieść osoby biorące udział w badaniu, co jest wymagane prawem.
Prawnie obowiązujące formularze świadomej zgody na udział w eksperymencie nie zostały pobrane ani od pacjentów ani od ich prawnych reprezentantów. Nie został także spełniony wymóg 21 CFR 50.23 – 50.24, który pozwala na wyjątkowe odstąpienie od pobrania świadomej zgody.
Protokoły użycia substancji stosowanych podczas eksperymentu były nieprawidłowe i nie odzwierciedlały rzeczywistego użycia tych substancji przez pacjentów.

W pisemnej odpowiedzi Burzyńskiego na zarzuty FDA z 2013 roku, stwierdził on, że „spełnił wszystkie kryteria wymagane dla oceny skuteczności terapii oraz wykonał dokładne pomiary rozmiarów guzów nowotworowych”. Stwierdził ponadto, że jego personel ciężko pracuje wraz z rodzinami pacjentów leczonych w domu, i czasami ten brak doświadczenia ze strony pacjentów może skutkować przedawkowaniem antyneoplastonów, co według Burzyńskiego nie powinno skutkować niczym, poza wzmożoną sennością.
W grudniu 2013 roku FDA wystosowało dwa listy ostrzegawcze: jeden do IRB Burzyńskiego i drugi do Stanisława Burzyńskiego, dotyczących śledztwa przeprowadzonego w lutym tego samego roku. FDA wykazało, że Burzyński oraz jego IRB w znacznym zakresie zignorowali zalecenia zidentyfikowane podczas pierwszej inspekcji. List do samego Burzyńskiego zawierał także informację o śmierci dziecka (zidentyfikowanego przez USA Today jako Josiah Cotto), którego śmierć była powodem wszczęcia postępowania.
Dane, które BRI wysłał do FDA […] nie znajdowały się w danych, które Burzyński przekazał w sprawie [Josia Cotto] w czasie inspekcji. Podczas inspekcji ws. śmierci dziecka Burzyński przekazał inne formularze historii choroby i opisu przypadku dla tego pacjenta, jednak z takimi samymi tytułami i taką samą datą wizyty, ale zawierające inne dane i szczegóły niż te, które BRI wysłał później do FDA”.
W rezultacie FDA stwierdziło, że „stwierdzono brak prowadzenia rzetelnej dokumentacji historii chorób, co budzi podejrzenia w zakresie bezpieczeństwa dla pacjentów oraz stawia pod znakiem zapytania rzetelność zgromadzonych danych. Ponadto pojawiają się wątpliwości dotyczące procedur bezpieczeństwa pacjentów poddanych rozszerzonej terapii”. Klinika Burzyńskiego dostała 15 dni na odpowiedź na wyżej wymienione zarzuty.

### Procesy sądowe
W 1994 roku sąd wydał wyrok na Burzyńskiego w sprawie oszustw ubezpieczeniowych. Według SMU Law Review, Burzyński został uznany za winnego zdefraudowania pieniędzy z funduszu ubezpieczeń zdrowotnych ERISA poprzez wystawianie mu faktur za rzekome „leczenie” antyneoplastonami, z naruszeniem postanowień umowy.
W 2010 roku Texas State Board of Medical Examiners (Panel Przedstawicieli Zawodów Medycznych Stanu Teksas; odpowiednik polskich Izb Lekarskich) wystosował skargę przeciwko Burzyńskiemu, z powodu braku spełnienia minimalnych standardów dla zawodów medycznych. Burzyński próbował się odwołać od zakazu reklamy swoich usług na podstawie „wolności słowa”, ale jego apelacja została oddalona, ponieważ uznano, że wypowiedź komercyjna promująca nielegalną działalność nie mieści się w ramach dopuszczalnych kanonów swobody wypowiedzi. W grudniu 2010 roku Texas State Board of Medical Examiners zarzucił Burzyńskiemu niespełnienie minimalnych standardów wymaganych od przedstawicieli zawodów medycznych. Te zarzuty zostały wycofane w 2012 roku, po tym, jak sędzia pozwolił Burzyńskiemu przerzucić całą odpowiedzialność na swoich współpracowników.
W styczniu 2012 roku, Lola Quinlan, pacjentka w podeszłym wieku z nowotworem w IV fazie choroby, pozwała Burzyńskiego o stosowanie nieuczciwych i oszukańczych sposobów na „wyłudzenie od niej 100 000 dolarów amerykańskich”. Pozwała także The Burzynski Clinic (TBC), Burzynski Research Institute (BRI) oraz Southern Family Pharmacy (SFP) przed sądem okręgowym w Harris. Zarzuty dotyczyły błędów w sztuce lekarskiej, zaniedbania, oszustwa medycznego, wyłudzenia, oszustwa handlowego oraz konspiracji.

### Groźby przeciwko krytykom Burzyńskiego
W listopadzie 2011 roku muzyk i redaktor brytyjskiej gazety „The Observer” poszukiwał publicznej pomocy na zebranie 200 000 funtów brytyjskich na ratowanie jego 4-letniej siostrzenicy, u której rozpoznano guza mózgu, a która była leczona w klinice Burzyńskiego. Kilkunastu bloggerów doniosło o podobnych przypadkach pacjentów, którzy wydali podobne kwoty na leczenie, a następnie zmarli. Blogerzy podawali w wątpliwość skuteczność „terapii” Burzyńskiego. Marc Stephens, który podawał się za reprezentanta Kliniki Burzyńskiego, wysłał do nich listy oskarżające blogerów o zniesławienie, w których domagał się usunięcia wszelkich krytycznych wobec Burzyńskiego artykułów z ich stron internetowych. Jeden z blogerów, którzy otrzymali pogróżki od Stephensa to Thys Morgan, 17-letni student z Cardiff w Walii, wcześniej znany jako demaskator Miracle Mineral Supplement. Inny z blogerów – Andy Lewis – to znany sceptyk i wydawca blogu Quackometer. Cory Doctorow z Boing Boing podsumował groźby Stephensa i odesłał czytelników do efektu Streisand (zjawisko powszechne w Internecie, gdzie próby cenzurowania pewnych treści prowadzą do ich gwałtownego rozpowszechnienia).
Po porażce związanej z próbami wyciszenia rozgłosu przy pomocy gróźb prawnych wysłanych przez Stephensa do autorów stron internetowych, Klinika Burzyńskiego wystosowała informację prasową (29 listopada 2011), gdzie potwierdziła wynajęcie Stephensa do „zapewnienia optymizacji stron internetowych instytutu oraz w celu ograniczenia rozprzestrzeniania nieprawdziwych informacji dotyczących dr. Burzyńskiego oraz jego Kliniki”, wraz z przeprosinami za komentarze Stephensa pod adresem bloggerów oraz za upublicznienie prywatnych informacji naruszających prawa osób trzecich (np. zdjęcie domu Morgana) wraz z zapewnieniem, że Stephens „nie współpracuje już z Kliniką Burzyńskiego”.
Historia ta, wraz z groźbami pod adresem bloggerów, została opisana w „BMJ” (dawniej British Medical Journal). Lekarz naczelny w Cancer Research UK wyraził swoje zaniepokojenie oferowanymi terapiami. Andy Lewis (Quackometer) oraz publicysta naukowy Simon Singh, którzy byli wcześniej oskarżani o zniesławienie przez Brytyjskie Towarzystwo Chiropraktyków, stwierdzili, że angielskie prawo dotyczące znieważenia ogranicza i uniemożliwia publiczną naukową dyskusję na tematy medyczne, tym samym stanowi więc zagrożenie dla zdrowia publicznego.

### Dochodzenie USA Today
„USA Today” z 15 listopada 2013 oskarżyło Burzyńskiego o wieloletnią „sprzedaż fałszywych nadziei” rodzinom ciężko chorych osób. Gazeta napisała:

Burzyńskiemu udało się prowadzić swój biznes przez tak długi czas z wielu powodów. Skutecznie wykorzystywał fakt, że prawo stanu Texas z jednej strony ogranicza autorytet lokalnych izb lekarskich do pozbawienia lekarzy prawa wykonywania zawodu, a z drugiej strony ogranicza możliwości terminalnie chorym pacjentom do roszczeń z tytułu uszczerbku na zdrowiu. Współpracownicy Burzyńskiego stoją za nim murem i walczą w jego obronie. Udało mu się także wykorzystać naiwność opinii publicznej, jej fascynację „medycyną alternatywną” oraz brak zaufania do medycyny konwencjonalnej.” Według dziennikarza Szabo, brak możliwości odebrania prawa wykonywania zawodu Burzyńskiemu przez Texas Medical Board, oraz ponieważ syn Burzyńskiego (Grzegorz Burzyński, który także jest lekarzem) może przejąć w przyszłości klinikę ojca, FDA nie ma żadnej prawnej możliwości, aby powstrzymać praktyki Burzyńskiego.

Według osób, do których dotarli dziennikarze USA Today, Burzyński opiera promocję swoich usług o „anegdoty” – ustne relacje swoich pacjentów. Wielu z nich myśli, że zostało wyleczonych, podczas gdy tak naprawdę nadal są chorzy. Wykorzystuje też fakt, że część jego pacjentów może mieć po prostu błędnie postawioną diagnozę. Kolejny powód jego „sukcesów” polega na tym, że znaczna część jego pacjentów otrzymywała wcześniej konwencjonalne leczenie przy pomocy radioterapii lub chemioterapii, jeszcze przed zgłoszeniem się do kliniki Burzyńskiego. Burzyński określił osoby krytykujące jego metody mianem „konkurencji, która chce pozbawić go pracy”, „chuliganami” oraz „wynajętymi mordercami”.
Szabo napisał:

Jeśli zaś chodzi o krytykę ze strony byłych pacjentów, Burzyński twierdzi, że „trafiamy na pacjentów z różnym bagażem życiowym. Spotykamy wielkich ludzi. Spotykamy kryminalistów. Mamy wśród pacjentów prostytutki. Mamy złodziei. Mamy szefów mafii. Mamy agentów Secret Service. Przychodzi do nas wiele osób, OK? Nie wszyscy z nich to najlepsi ludzie na świecie. Wielu z nich chciałoby położyć rękę na naszych pieniądzach. Udają, że się rozchorowali tylko po to, żeby wyłudzić od nas pieniądze.”
Historia go oceni, twierdzi Burzyński, tak samo jako oceniła wielkich „pionierów” medycyny, którzy byli prześladowani – na przykład tak jak Ludwig Pasteur. W przyszłości – według Burzyńskiego – wszyscy będą stosować jego terapię, a współczesne metody leczenia nowotworów (jak chirurgia, radioterapia czy chemioterapia) zostanę uznane za barbarzyństwo. „Nadejdzie taki czas, że ludzie zobaczą prawdę”, mówi Burzyński, „wtedy nasza terapia będzie używana przez wszystkich.”

## Filmy dokumentalne

### Film z 2010 roku:Burzyński – Rak to poważny biznes
Film z 2010 roku pod tytułem: Burzyński – Rak to poważny biznes, w reżyserii Erica Meroli, opowiada historię antyneoplastonów Burzyńskiego razem z jego przepychankami na gruncie prawnym i starciu z agencjami rządowymi oraz regulatorami rynku. Film został skrytykowany za „łamanie reguł etycznych” oraz za przedstawianie punktu widzenia wyłącznie osób wspierających Burzyńskiego, co sprawia, że film „nie jest wiarygodny, a reżyser nie rozumie różnicy między filmem dokumentalnym a filmem reklamowym”. Variety opisało film jako „paranoidalną teorię konspiracyjną” oraz określił materiały i diagramy przedstawione w filmie jako „prymitywne i graniczące z głupotą”. Recenzja podsumowała, że „pomimo reklamowego charakteru, Burzyński przedstawiony został w wiarygodny sposób”. Przed debiutem filmu korespondent Houston Press Craig Malisow, krytykował brak obiektywnego przedstawienia poruszanych problemów, a sam film nazwał „nadmuchanym peanem na cześć Burzyńskiego, który wybiera fakty przedstawiające go w korzystnym świetle i całkowicie ignoruje krytyczne”. Cały projekt został podsumowany jako przedstawienie wyłącznie strony Burzyńskiego.

### Film z 2013 roku:Burzyński – Rak to poważny biznes. Część 2
Druga część filmu została wyemitowana w marcu 2013 roku. W oparciu o analizę „zajawek” filmu oraz komentarzy Erica Meroli opublikowane na jego blogu, prof. dr hab. David Gorski – chirurg z Wayne State University School of Medicine oraz chirurg-onkolog z Instytutu Onkologii Barbary Ann Karmanos powiedzieli, że nowy film skupia się głównie na „opowiastkach (lub anegdotach) rzekomo wyleczonych […] i zeznaniach »nawróconych onkologów«, którzy aktywnie wspierają Burzyńskiego”; atakach na krytyków Burzyńskiego; próbach usprawiedliwienia „gigantycznych rachunków za terapię antyneoplastonową oraz krytyce faktu, że każe on sobie płacić za udział w badaniach klinicznych”; oraz „windykacji” poprzez rzekome, jak dotąd nieopublikowane badania kliniczne dr Hideaki Tsuda z Japonii, który zapewnia o skuteczności terapii antyneoplastnowej w przerzutach raka jelita grubego. Wyniki badań przeprowadzonych w Kurume University of Medicine przez dr Hideaki Tsuda zostały opublikowane 11 sierpnia 2009 roku w The Kurume Medical Journal.
Emisja filmu Burzyński – rak to poważny biznes w CPT12 – stacji telewizyjnej w Denver, która wcześniej wyemitowała filmy dokumentalne o „teoriach spiskowych wokół zamachów z 11 września w USA oraz na temat tego, że podatki są nielegalne” – doczekała się zaledwie kilku skarg do amerykańskiego odpowiednika Komisji Etyki Krajowej Rady Radiofonii i Telewizji (PBS – Public Broadcasting Service). Zwykle skargi pokrywały się z krytycznymi recenzjami filmu i dotyczyły braku obiektywności i rzetelności dziennikarskiej.

### Film dokumentalny BBC z 2013 rokuLeczenie raka czy sprzedaż nadziei?
W lipcu 2013 roku Panorama (BBC) wyemitowała program dokumentalny pod tytułem Leczenie raka czy sprzedaż nadziei? (Curing cancer or ‘selling hope’ to the vulnerable?”). Program pokazał, jak Burzyński wykorzystuje luki prawne, aby podawać swoje antyneoplastony pacjentom pod przykrywką badań klinicznych omijając w ten sposób wymagania dotyczące rejestracji produktów leczniczych przez ponad 20 lat. Według Watford Observer, mama Luny Petagine’a, młodej dziewczynki z guzem mózgu, „podaje w wątpliwość” ekstremalnie drogą „terapię” Burzyńskiego. Reading Post napisał, że śledztwo Panoramy kwestionowało dane statystyczne dostarczone przez samego Burzyńskiego. Klinika wystosowała skargę do Ofcomu (Office of Communications) dotyczące materiału BBC, ale skarga została odrzucona.